# Kruhłe (powiat hajnowski)
Kruhłe (alt. Krugłe, Krągłe) – kolonia w Polsce położona w województwie podlaskim, w powiecie hajnowskim, w gminie Dubicze Cerkiewne.
Miejscowość notowana w polskich zapisach historycznych: obręb Kruhłe 1639; w Kruhłym 1792, 1795; Kruhłe 1902, Kruhłe w oficjalnych skorowidzach miejscowości z lat 1924, 1935, 1967.  W Rzeczypospolitej Obojga Narodów miejscowość znajdowała się na obszarze Wielkiego Księstwa Litewskiego. W 1921 r. ówczesne Kruhłe liczyło sobie 31 mieszkańców (Białorusinów wyznania prawosławnego, co nadal jest typowe dla gminy Dubicze Cerkiewne).
W latach 1975–1998 miejscowość administracyjnie należała do województwa białostockiego.
Prawosławni mieszkańcy kolonii należą do parafii Podwyższenia Krzyża Pańskiego w Werstoku, a wierni kościoła rzymskokatolickiego do parafii św. Zygmunta w Kleszczelach.

## Nazwa miejscowości
W 1980 roku pojawiła się w Wykazie urzędowych nazw miejscowości w Polsce oraz na mapach nazwa Krągłe bez przewidzianej prawem procedury, bez wiedzy mieszkańców i bez ogłoszenia zmiany w „Monitorze Polskim”; jeszcze w 1995 r. urzędowe listy nadal wysyłano na nazwę Kruhłe
Podjęto liczne próby przywrócenia tej i innych nazw tradycyjnych, m.in. w latach 1994, 1998, 2006, 2009, 2011. W 2009 r. obowiązująca wówczas nazwa Krągłe znalazła się w Wykazie 62 nazw przewidzianych do zmiany przez Komisję Nazw Miejscowości i Obiektów Fizjograficznych, jednak forma Kruhłe jako nazwa urzędowa została przywrócona przez Komisję NMiOF dopiero na wniosek władz gminy 1 stycznia 2019 roku.